# Leopold Albert
Leopold Albert (24. listopadu 1868, Helsingborg – 16. září 1949) byl dánský fotograf v Kodani a královský dvorní fotograf. Byl také majitelem kina v obci Lyngby-Taarbæk.

## Galerie

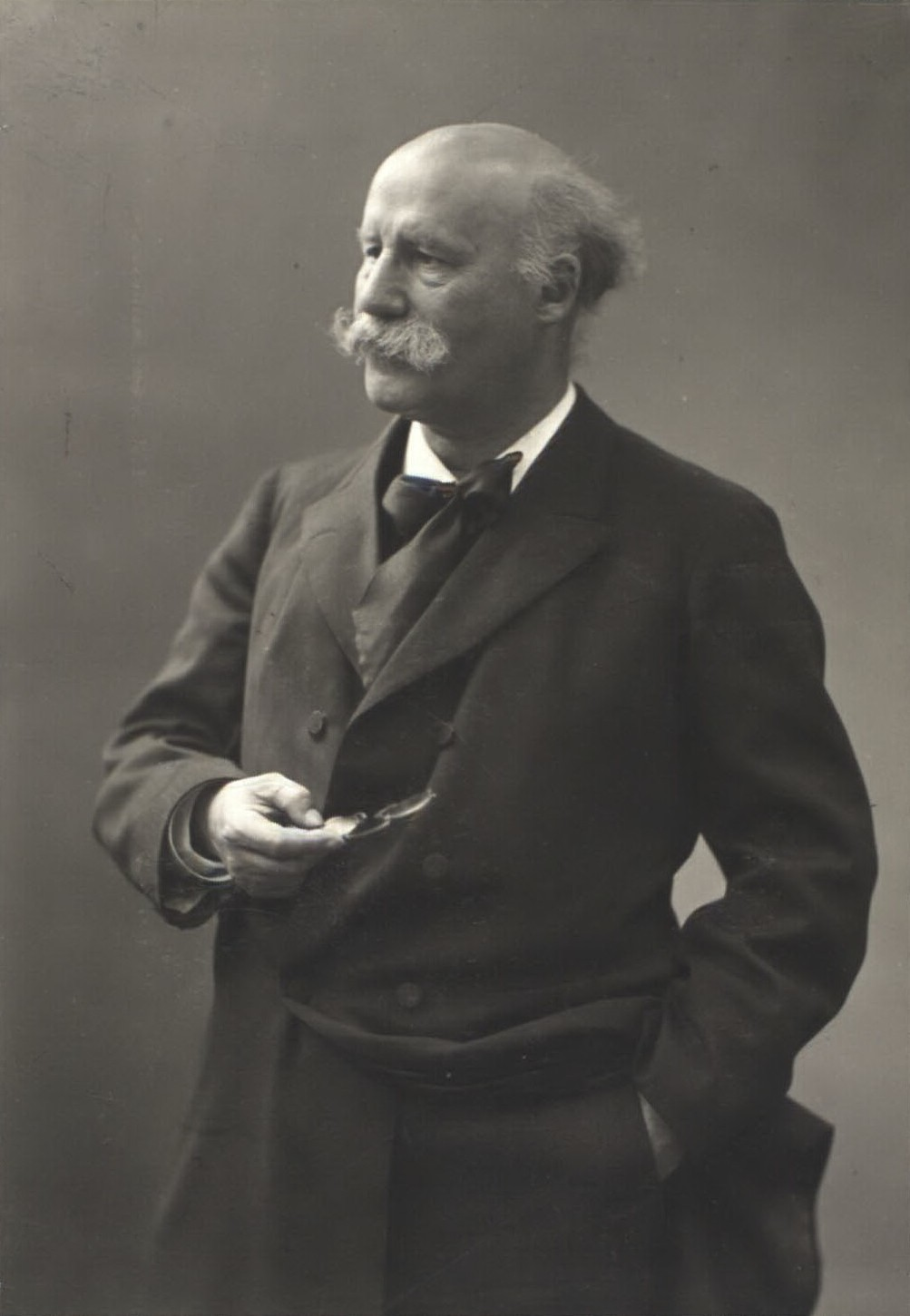
Charles Emil Gandrup
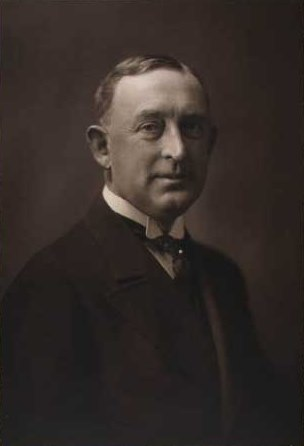
Otto Reedtz-Thott 1872-1927